# Wulfilopsis tenuipes
Wulfilopsis tenuipes är en spindelart som först beskrevs av Eugen von Keyserling 1891.  Wulfilopsis tenuipes ingår i släktet Wulfilopsis och familjen spökspindlar. Inga underarter finns listade i Catalogue of Life.